# Синдром Ротора
Синдром Ротора (Rotor syndrome) — наследственный пигментный гепатоз, напоминает легкую форму синдрома Дабина — Джонсона — дефект экскреции билирубина менее выражен.
Отличия: отсутствие 2-го пика на кривой выделения бромсульфалеина, обнаруживается желчный пузырь при холецистографии, не происходит образования тёмного пигмента в печеночных клетках.
Для наследственного синдрома Ротора характерна прямая гипербилирубинемия без нарушения активности печеночных ферментов.
Синдром Ротора, как правило, возникает в детском возрасте, наследуется по аутосомно-рецессивному типу.
В гепатоцитах находят признаки жировой дистрофии.

## Клиническая картина
Проявляется интермиттирующей желтухой. Заболевание выявляется с детства, нарастает билирубин, повышается содержание копропорфирина в моче, задерживается бромсульфалеин, желчный пузырь в данном случае контрастируется. У большинства болезнь протекает бессимптомно.

## Диагностика
При синдроме Ротора желчный пузырь при холецистографии контрастируется, а при бромсульфалеиновои пробе вторичного повышения концентрации красителя не происходит. Причиной задержки бромсульфалеина при этом оказывается скорее не нарушение экскреции, свойственное синдрому Дабина-Джонсона, а нарушение поглощения препарата печенью. При исследовании лидофенином печень, желчный пузырь и желчные протоки визуализируются.

## Лечение
- выведение конъюгированного билирубина (усиленный диурез, активированный уголь как адсорбент билирубина в кишечнике);
- связывание уже циркулирующего билирубина в крови (введение альбумина в дозе 1 г/кг массы в течение 1 часа). Особенно целесообразно введение альбумина перед заменным переливанием крови;
- разрушение билирубина, фиксированного в тканях, тем самым освобождаются рецепторы, периферические рецепторы, которые могут связать новые порции билирубина, предотвращается его проникновение через гематоэнцефалический барьер. Достигается это посредством фототерапии. Максимальный эффект наблюдается при длине волны 450 нм. Лампы с синим светом более эффективны, однако они затрудняют наблюдение за кожей ребенка. Фотоисточник помещают на расстоянии 40 — 45 см над телом (процедуру проводить только в кювезе при контроле температуры). Глаза ребенка необходимо защитить. Фотодеградацию билирубина усиливает рибофлавин, являющийся даже во внутриклеточной концентрации хромофором. Необходимая длительность фототерапии уменьшается и при добавлении холестирамина, хотя этот препарат менее физиологичен, чем рибофлавин. Фототерапия значительно эффективней при одновременном проведении сеансов оксигенобаротерапии, так как кислород усиливает декомпозицию билирубина;
- стремление избежать провоцирующих факторов (инфекции, перегрузки), препаратов — конкурентов глюкоронирования или вытесняющих билирубин из связи с альбумином (пероральные контрацептивы, сульфаниламиды, гепарин, салицилаты). Следует избегать состояний, сопровождающихся повышенной проницаемостью гематоэнцефалического барьера (ацидоз);
- использование достаточной водной нагрузки (профилактика синдрома сгущения желчи);
- Противопоказана инсоляция
- Диета с ограничением тугоплавких жиров и продуктов содержащих консерванты. Витамины группы В.
- Рекомендуются желчегонные средства.
- Санация хронических очагов инфекции и лечение имеющейся патологии желчевыводящих путей.
- в критических случаях — обменное переливание крови.